# Оскольский сельский совет (Харьковская область)
Оско́льский се́льский сове́т, до 2016 — Краснооско́льский — входил до 2020 года в состав Изюмского района Харьковской области Украины.
Административный центр сельского совета находился в селе Оскол.

## Населённые пункты совета
- село Оско́л (до 2016 — Красный Оскол[1][2][3])
- село Бу́кино

### Ликвидированные населённые пункты
- село Рассохова́тое